# Langhe
Die Langhe (piemontesisch: Langa) sind eine norditalienische Landschaft in der Region Piemont. Sie liegt zwischen der oberen Poebene bei Turin und den Ligurischen Alpen und gehört zu den Provinzen Cuneo und Asti. Das Hügelland, das nach Süden hin an Höhe deutlich zunimmt, wird von den nordwärts fließenden Flüssen Tanaro und Bormida begrenzt.
Am 22. Juni 2014, während der 38. Sitzung des UNESCO-Komitees in Doha, wurden die Langhe zusammen mit Roero und Monferrato offiziell in die Liste der Welterbestätten aufgenommen.
Die Langhe teilen sich in fünf Gebiete:
Die Bassa Langa (Untere Langa), nordwestlich des Belbo, ist von sanften Hügeln geprägt, auf denen vor allem Wein angebaut wird. Die hier angebauten Weine sind weltberühmt: Barolo, Barbera, Barbaresco und Langhe.
Die Alta Langa (Obere Langa), südöstlich des Belbo, weist höhere Hügel und ein raueres Klima auf. Hier dominiert der Anbau von Haselnüssen.
Der Teil der Langhe im Südteil der Provinz Asti wird als Langa Astigiana bezeichnet.
Die größte Stadt dieser Landschaft ist Alba, bekannt als Hauptstadt der Trüffel.
Die Täler von Bormida und Uzzone Valli Bormida e Uzzone liegen östlich der Alta Langa.
Das fünfte Teilgebiet Langa Cebana schließt sich südlich der Alta Langha an. 

## Hauptorte
Bassa Langa
- Alba
- Barolo

Unterteilung der Langhe in die 2 Provinzen
Cuneo
Asti
in die 5 Teilbereiche
Bassa Langa (CN)
Valli Bormida e Uzzone (CN)
Langhe Astigiana (AT)
Langa Cebana (CN)
Alta Langha (CN)

Karte der Langhe im Piemont. Das gelbe Gebiet gehört zur Provinz Cuneo, das orangefarbene zur Provinz Asti

- Barbaresco
- Castagnole delle Lanze
- Castiglione Falletto
- Castiglione Tinella
- Cerreto Langhe
- Cissone
- Diano d’Alba
- Dogliani
- Grinzane Cavour
- La Morra
- Mango
- Monforte d’Alba
- Montelupo Albese
- Neive
- Neviglie
- Novello
- Roddi
- Rodello
- Serralunga d’Alba
- Sinio
- Treiso
- Verduno

Alta Langa
- Albaretto della Torre
- Arguello
- Belvedere Langhe
- Benevello
- Bonvicino
- Borgomale
- Bosia
- Bossolasco
- Camerana
- Cerretto Langhe
- Cissone
- Clavesana
- Cravanzana
- Feisoglio
- Lequio Berria
- Mombarcaro
- Murazzano
- Niella Belbo
- Roascio
- San Benedetto Belbo
- Serravalle Langhe
- Somano
- Trezzo Tinella

Valli Bormida e Uzzone
- Bergolo
- Castelletto Uzzone
- Castino
- Cortemilia
- Cossano Belbo
- Gorzegno
- Gottasecca
- Levice
- Monesiglio
- Perletto
- Pezzolo Valle Uzzone
- Prunetto
- Rocchetta Belbo
- Saliceto
- Santo Stefano Belbo
- Torre Bormida

Langa Astigiana
- Bubbio
- Cassinasco
- Castel Boglione
- Castel Rocchero
- Cessole
- Loazzolo
- Mombaldone
- Monastero Bormida
- Montabone
- Olmo Gentile
- Roccaverano
- Rocchetta Palafea
- San Giorgio Scarampi
- Serole
- Sessame
- Vesime

Langa Cebana
- Bastia Mondovì
- Ceva
- Castellino Tanaro
- Cigliè
- Igliano
- Marsaglia
- Montezemolo
- Paroldo
- Roascio
- Rocca Cigliè
- Sale delle Langhe
- Sale San Giovanni
- Torresina

## Bildgalerie

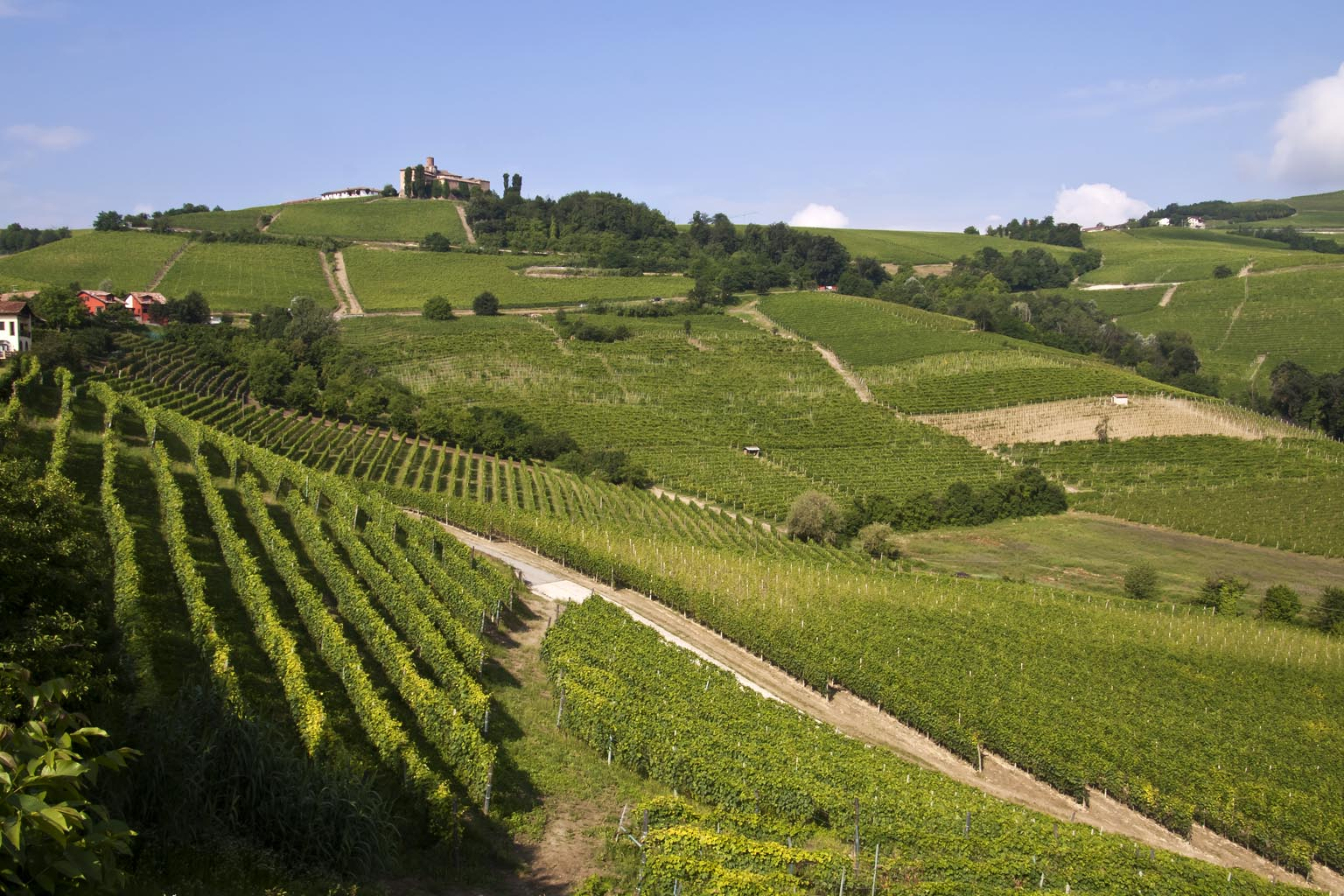
Typische Langhe Landschaft
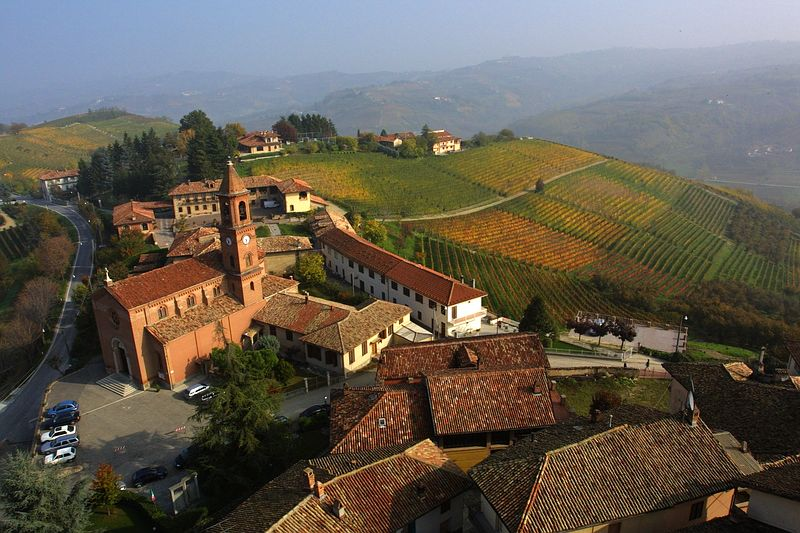
Serralunga d’Alba
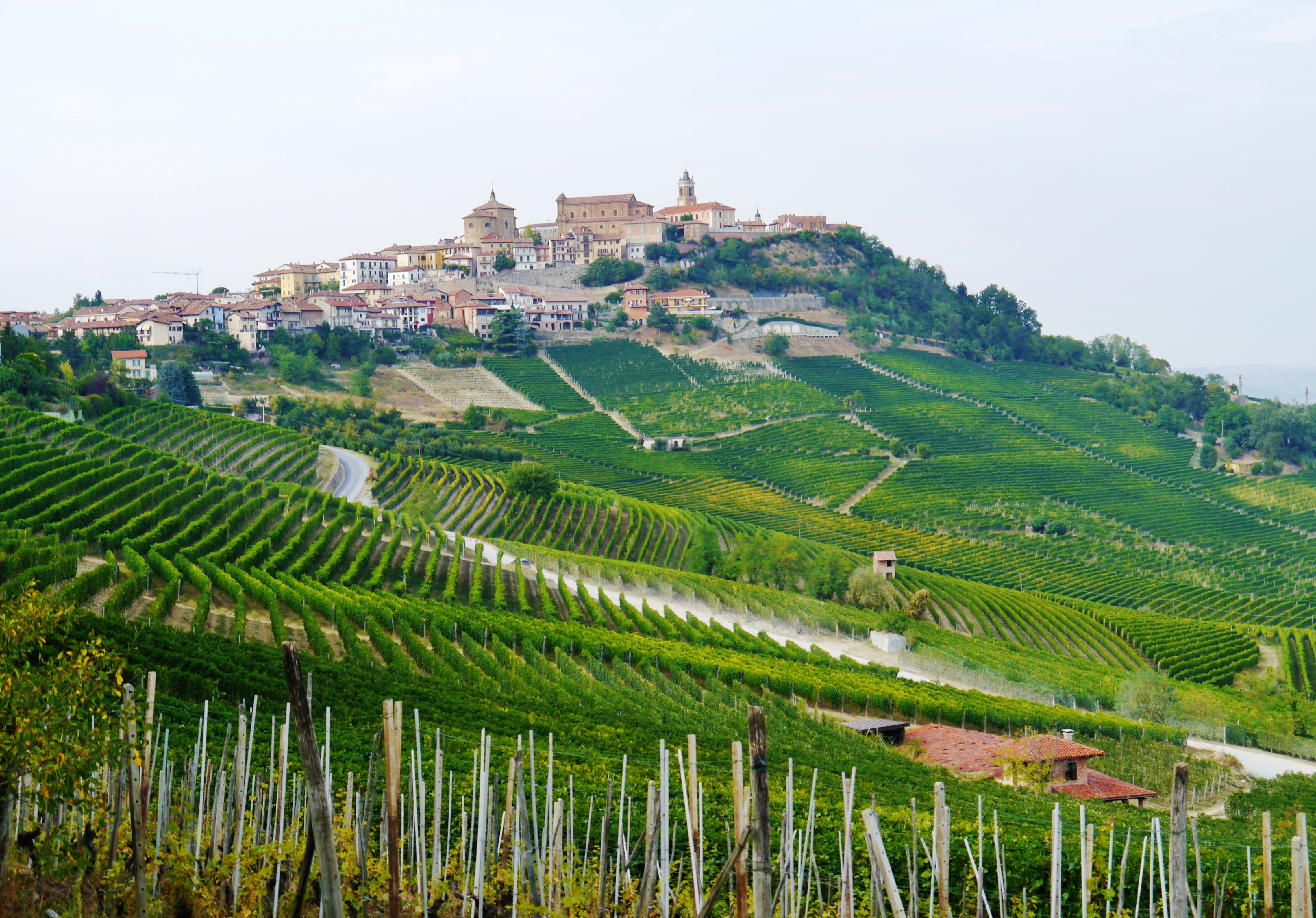
Blick auf La Morra
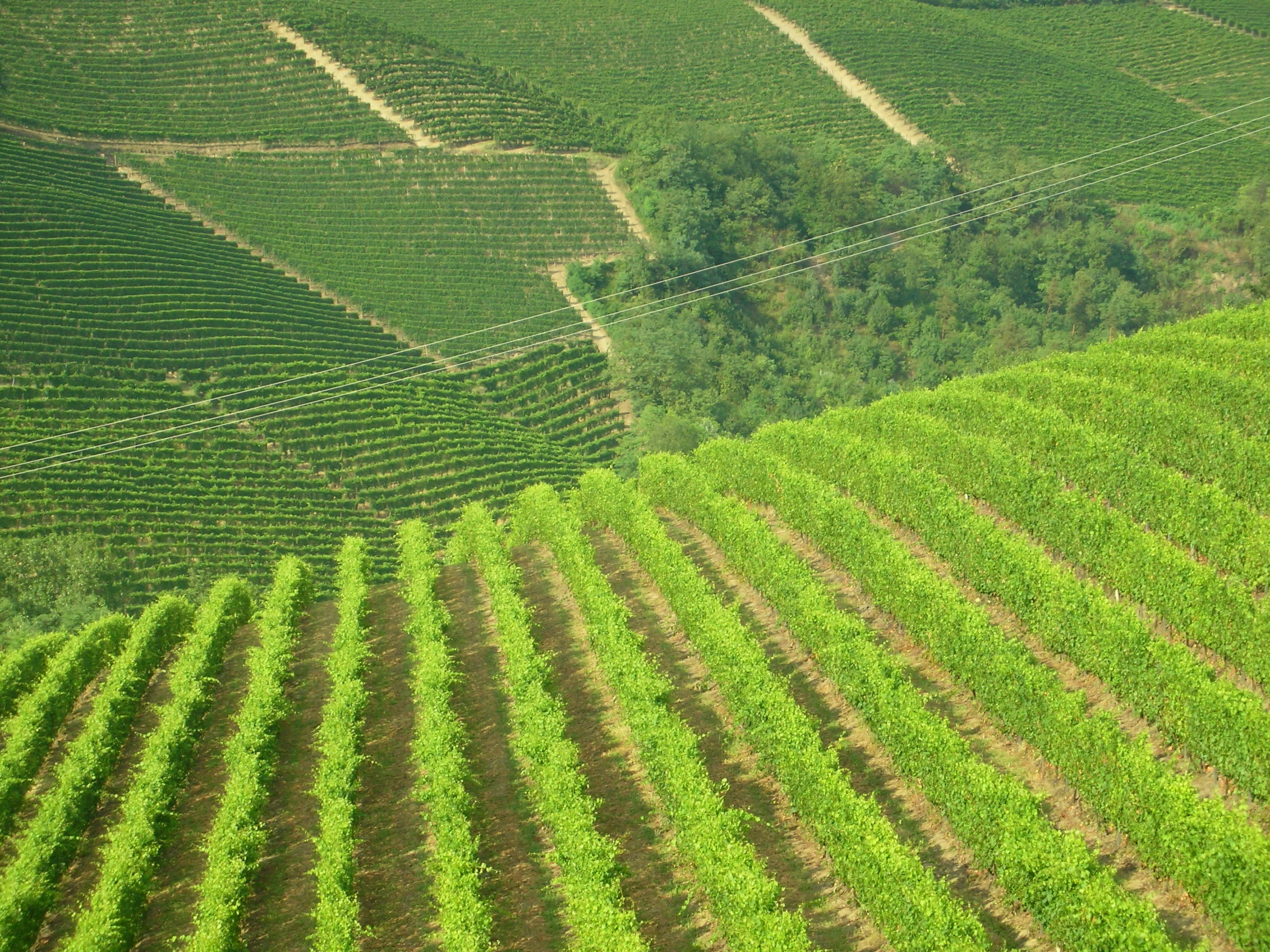
Weinberg
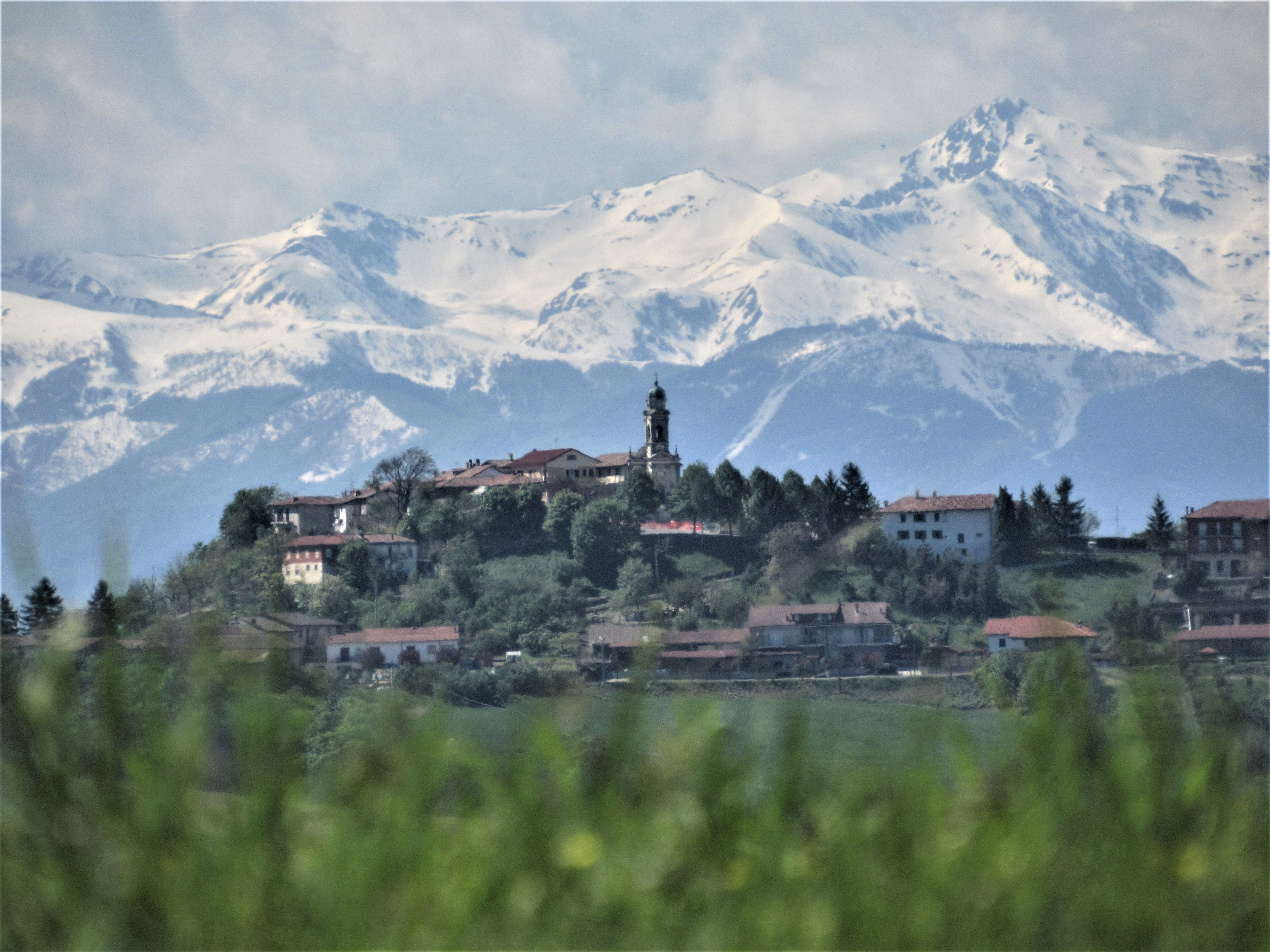
Roddino mit Alpensicht